# Bandegud, Devadurga
Bandegud là một làng thuộc tehsil Devadurga, huyện Raichur, bang Karnataka, Ấn Độ.